# Iouvileïne
Iouvileïne (en ukrainien : Ювілейне (селище)) est une commune urbaine de l'oblast de Kherson, en Ukraine.

## Histoire
Le village est occupé le 24 février 2022, cinq hauts fonctionnaires pro-russes auraient été tués dans le bombardement d'un bâtiment de la police de Iouvileïne, la ville avait déjà été le lieu d'autres actes de la résistance.